# Vadaschovisjtja Veluta
Vadaschovisjtja Veluta (vitryska: Вадасховішча Велута, Vadaskhovishcha Vyeluta) är en reservoar i Belarus.   Den ligger i voblasten Brests voblast, i den centrala delen av landet, 160 km söder om huvudstaden Minsk. Vadaschovisjtja Veluta ligger 142 meter över havet. Arean är 7,0 kvadratkilometer. Den sträcker sig 3,3 kilometer i nord-sydlig riktning, och 2,8 kilometer i öst-västlig riktning.